# Alexandra Thein
Alexandra Thein (Bochum, 5 oktober 1963) is een Duits politica van de FDP en voormalig Europarlementariër.

## Levensloop
Thein groeide op in Saarland en studeerde rechten in Saarbrücken en Genève. Vervolgens werkte ze 20 jaar als advocaat en notaris in Berlijn.
In 2009 maakte ze haar politieke debuut toen ze zich kandidaat stelde voor het Europees Parlement. Ze werd verkozen en vervulde het mandaat tot in 2014. In het Europees Parlement was ze lid van de fractie Alliantie van Liberalen en Democraten voor Europa.